# Corticaria alticola
Corticaria alticola là một loài bọ cánh cứng trong họ Latridiidae. Loài này được Lindberg miêu tả khoa học năm 1950.